# Нижньовартовська ТЕС
Нижньовартовська ТЕС — теплова електростанція в Тюменській області Росії.
Первісний проект передбачав зведення на станції шести однотипних блоків потужністю по 800 МВт, втім, у підсумку вдалось запустити два — в 1993 та 2003 роках. Кожен блок отримав паровий котел Таганрозького котельного заводу типу ТГМП-204ХЛ продуктивністю 2650 тон пари на годину та парову турбіну від Ленінградського металічного заводу типу К-800-240-5.
В 2014 запустили енергоблок комбінованого парогазового циклу, в якому газова турбіна від General Electric типу PG9351FA потужністю 270 МВт живить через котел-утилізатор парову турбіну General Electric  типу 109D12 потужністю 143 МВт. Номінальна потужність парогазового блоку № 3 була визначена як 413 МВт, а в 2017-му переномінована на 431 МВт. Паливна ефективність блоку становить 54,5 %.
Окрім зазначеного вище основного обладнання станція має пуско-опалювальну котельню, що обладнана чотирма паровими котлами типу ГМ-50 продуктивністю по 50 тон пари на годину та двома водогрійними котлами КВГМ-100 продуктивністю по 100 Гкал/год.
Як паливо ТЕС використовує природний газ, джерелом якого в районі в районі Нижньовартовська виступають Білозерний та Нижньовартовський газопереробні заводи. Проектна витрата парогазового блоку № 3 — 608 млн м3 на рік.
Видалення продуктів згоряння із парових котлів відбувається через трубу заввишки 270 метра, тоді як парогазовий блок обладнали димарем заввишки 120 метрів.
Для охолодження використовують воду із річки Вах (права притока Обі), у вигині якої знаходиться майданчик ТЕС.
Видача продукції відбувається по ЛЕП, що працюють під напругою 500 кВ та 220 кВ.